# Encyrtinae
Die Encyrtinae bilden eine Unterfamilie der Encyrtidae innerhalb der Überfamilie der Erzwespen (Chalcidoidea). Das Taxon geht auf den englischen Entomologen Francis Walker im Jahr 1837 zurück.

## Verbreitung
Die Encyrtinae sind kosmopolitisch verbreitet. In Nordamerika ist die Unterfamilie mit etwa 380 Arten in mehr als 120 Gattungen vertreten.

## Lebensweise
Die Arten der Encyrtinae sind Parasitoide verschiedener Insekten, Milben, Zecken und Webspinnen. Es werden hauptsächlich Nichtimaginalstadien als Endoparasitoide befallen. Eine Ausnahme bildet die Gattung Microterys, deren Arten als Eiparasitoide gelten. Es gibt weiterhin auch Encyrtinae-Arten, die als Hyperparasiten u. a. andere Encyrtidae, Aphelinidae, Pteromalidae, Brackwespen und Zikadenwespen befallen.

## Innere Systematik
Die Encyrtinae umfassen etwa 385 Gattungen mit etwa 2920 Arten. Weiterhin wird die Unterfamilie von mehreren Autoren in verschiedene Tribus gegliedert, darunter:
- Microteryini Hoffer, 1955

Im Folgenden eine Liste der Gattungen der Encyrtinae nach Noyes (2019):
- Aamna Hayat & Zeya, 2017
- Acerophagus Smith, 1880
- Achalcerinys Girault, 1915
- Adelencyrtoides Tachikawa & Valentine, 1969
- Adelencyrtus Ashmead, 1900
- Adencyrtus Prinsloo, 1977
- Admirencyrtus Hoffer, 1960
- Aenasiella Girault, 1914
- Aenasomyiella Girault, 1915
- Aesaria Noyes & Woolley, 1994
- Aethognathus Silvestri, 1915
- Agarwalencyrtus Hayat, 1981
- Agekianella Trjapitzin, 1981
- Ageniaspis Dahlbom, 1857
- Agromyzaphagus Gahan, 1912
- Allencyrtus Annecke & Mynhardt, 1973
- Allocerchysius Hoffer, 1963
- Aloencyrtus Prinsloo, 1978
- Amauroencyrtus De Santis, 1985
- Ameromyzobia Girault, 1916
- Amicencyrtus Hayat, 1981
- Amicroterys Myartseva, 1983
- Amira Girault, 1913
- Ammonoencyrtus De Santis, 1964
- Anasemion Annecke, 1967
- Andinoencyrtus Blanchard, 1940
- Anicetus Howard, 1896
- Anisophleps Fidalgo, 1981
- Anthemus Howard, 1896
- Aphidencyrtoides Ishii, 1928
- Aphycaspis Hoffer, 1954
- Aphycinus Trjapitzin, 1962
- Aphycoides Mercet, 1921
- Aphycomastix De Santis, 1972
- Aphycomorpha Timberlake, 1919
- Aphycopsis Timberlake, 1916
- Aphyculus Hoffer, 1954
- Aphycus Mayr, 1876
- Apsilophrys De Santis, 1964
- Archaeocercus Simutnik, 2018
- Archencyrtus Simutnik, 2014
- Archinus Howard, 1897
- Argutencyrtus Prinsloo & Annecke, 1974
- Arhopoidiella Noyes, 1980
- Arketypon Guerrieri & Noyes, 2002
- Arrhenophagoidea Girault, 1915
- Arrhenophagus Aurivillius, 1888
- Arzonella Pagliano & Scaramozzino, 1990
- Aseirba Cameron, 1884
- Asterolecaniobius Tachikawa, 1963
- Astymachus Howard, 1898
- Atelaphycus Blanchard, 1940
- Atepomara Noyes, 2010
- Atropates Howard, 1898
- Australanusia Girault, 1922
- Australaphycus Girault, 1923
- Austrochoreia Girault, 1929
- Austroencyrtoidea Girault, 1922
- Austroencyrtus Girault, 1923
- Austromira Girault, 1924
- Avlakotencyrtus Hayat & Khan, 2015
- Baeoanusia Girault, 1915
- Baeocharis Mayr, 1876
- Baeoencyrtus De Santis, 1964
- Beethovena Girault, 1932
- Bennettisca Noyes, 1980
- Bethylomimus Trjapitzin, 1962
- Blanchardiscus De Santis, 1964
- Blastothrix Mayr, 1876
- Blatticidella Gahan & Fagan, 1923
- Bolangera Hayat & Noyes, 1986
- Borrowella Girault, 1923
- Bothriocraera Timberlake, 1916
- Bothriophryne Compere, 1937
- Bothriothorax Ratzeburg, 1844
- Boucekiella Hoffer, 1954
- Brachyencyrtus Hoffer, 1959
- Brachyplatycerus De Santis, 1972
- Brethesiella Porter, 1920
- Caenohomalopoda Tachikawa, 1979
- Caldencyrtus Noyes & Hanson, 1996
- Casus Noyes & Woolley, 1994
- Ceballosia Mercet, 1921
- Centencyrtus Noyes & Woolley, 1994
- Cerapteroceroides Ashmead, 1904
- Cerapterocerus Westwood, 1833
- Ceraptroceroideus Girault, 1916
- Cerchysiella Girault, 1914
- Cerchysius Westwood, 1832
- Cercobelus Walker, 1842
- Cerides Noyes, 2010
- Chalaruna Hayat, 2015
- Charitopsis Trjapitzin, 1969
- Cheiloneurella Girault, 1915
- Cheiloneuromyia Girault, 1915
- Cheiloneurus Westwood, 1833
- Cheilopsis Prinsloo, 1983
- Cheilotryxis Hayat & Zeya, 2017
- Choreia Westwood, 1833
- Chorotega Noyes, 2004
- Chrysomelechthrus Trjapitzin, 1977
- Cibdeloencyrtus De Santis, 1964
- Cicoencyrtus Noyes, 1980
- Cirrhencyrtus Timberlake, 1918
- Clivia Zhang & Huang, 2005
- Coagerus Noyes & Hayat, 1984
- Coccidaphycus Blanchard, 1940
- Coccidencyrtus Ashmead, 1900
- Coccidoctonus Crawford, 1912
- Coccopilatus Annecke, 1963
- Coelopencyrtus Timberlake, 1919
- Comones Noyes & Woolley, 1994
- Comperia Gomes, 1942
- Comperiella Howard, 1906
- Conchynilla Girault, 1923
- Copidosoma Ratzeburg, 1844
- Copidosomyia Girault, 1915
- Cowperia Girault, 1919
- Cranencyrtus Gu, 2004
- Cyderius Noyes, 1980
- Deilio Noyes & Woolley, 1994
- Deloencyrtus De Santis, 1967
- Dencyrtus Simutnik, 2018
- Descarda Noyes, 2010
- Diaphorencyrtus Hayat, 1981
- Diasula Noyes & Hayat, 1984
- Dionencyrtus De Santis, 1985
- Discodes Foerster, 1856
- Diversinervus Silvestri, 1915
- Doddanusia Noyes & Hayat, 1984
- Ebito Noyes & Woolley, 1994
- Echthrobaccella Girault, 1915
- Echthroplexiella Mercet, 1921
- Echthroplexis Foerster, 1856
- Ectroma Westwood, 1833
- Encona Noyes, 2010
- Encyrtoalces De Santis, 1985
- Encyrtoidea Girault, 1923
- Encyrtus Latreille, 1809
- Eocencyrtus Simutnik, 2001
- Epiblatticida Girault, 1915
- Epicerchysius Girault, 1915
- Epiencyrtus Ashmead, 1900
- Epistenoterys Girault, 1915
- Epitetralophidea Girault, 1915
- Eremencyrtus Trjapitzin, 1972
- Erencyrtus Mahdihassan, 1923
- Ethoris Noyes & Hayat, 1984
- Eucoccidophagus Hoffer, 1963
- Eugahania Mercet, 1926
- Euogus Noyes & Woolley, 1994
- Eupoecilopoda Novicky & Hoffer, 1953
- Euscapularia Hoffer, 1976
- Eusemion Dahlbom, 1857
- Exoristobia Ashmead, 1904
- Forcipestricis Burks, 1968
- Formicencyrtus Girault, 1916
- Gahaniella Timberlake, 1926
- Gentakola Noyes & Hayat, 1984
- Ginsiana Erdos & Novicky, 1955
- Glaesus Simutnik, 2014
- Globulencyrtus Hoffer, 1976
- Gonzalezia De Santis, 1964
- Grissellia Noyes, 1980
- Guerrierius Noyes, 2010
- Gwala Noyes & Woolley, 1994
- Habrolepis Foerster, 1856
- Habrolepoidea Howard, 1894
- Habrolepopteryx Ashmead, 1900
- Hadrencyrtus Annecke & Mynhardt, 1973
- Hadzhibeylia Myartseva & Trjapitzin, 1981
- Haligra Noyes & Hayat, 1984
- Hansonellus Noyes, 2010
- Hanssonius Noyes, 2010
- Helegonatopus Perkins, 1906
- Helygia Noyes & Woolley, 1994
- Hemencyrtus Ashmead, 1900
- Hemileucoceras Hoffer, 1976
- Hengata Noyes & Hayat, 1984
- Hesperencyrtus Annecke, 1971
- Heterococcidoxenus Ishii, 1940
- Hexacladia Ashmead, 1891
- Hexacnemus Timberlake, 1926
- Hexencyrtus Girault, 1915
- Homalopoda Howard, 1894
- Homalotyloidea Mercet, 1921
- Homalotylus Mayr, 1876
- Homosemion Annecke, 1967
- Hoplopsis De Stefani, 1889
- Iceromyia Noyes, 1980
- Idiococcophilus Tachikawa & Gordh, 1987
- Ikea Noyes, 2010
- Ilicia Mercet, 1921
- Inbiaphycus Noyes, 2004
- Indaphycus Hayat, 1981
- Interabus Noyes, 2010
- Ioessa Erdos, 1955
- Islawes Noyes & Woolley, 1994
- Isodromoides Girault, 1914
- Isodromus Howard, 1887
- Ixodiphagodes Hayat, 2018
- Ixodiphagus Howard, 1907
- Jutarnus Noyes, 2010
- Kataka Noyes & Hayat, 1984
- Katania Noyes, 2010
- Koenigsmannia Trjapitzin, 1982
- Kurdjumovia Trjapitzin, 1977
- Laccacida Prinsloo, 1977
- Lakshaphagus Mahdihassan, 1931
- Lamennaisia Girault, 1922
- Leefmansia Waterston, 1928
- Leiocyrtus Erdos & Novicky, 1955
- Leurocerus Crawford, 1911
- Limtaduna Hayat, 2018
- Lirencyrtus Noyes, 1980
- Lochitoencyrtus De Santis, 1964
- Lohiella Noyes, 1980
- Lombitsikala Risbec, 1957
- Luxovia Noyes, 2010
- Mahencyrtus Masi, 1917
- Manmohanencyrtus Singh, 1995
- Manua Noyes, 2010
- Mariola Noyes, 1980
- Mashhoodiella Hayat, 1972
- Mayrencyrtus Hincks, 1944
- Mayridia Mercet, 1921
- Melys Noyes & Woolley, 1994
- Meniscocephalus Perkins, 1906
- Merlen Noyes & Woolley, 1994
- Meromyzobia Ashmead, 1900
- Mesanusia Girault, 1922
- Mesastymachus Girault, 1923
- Mesocalocerinus Girault, 1922
- Mesorhopella Girault, 1923
- Metablastothrix Sugonjaev, 1964
- Metanotalia Mercet, 1921
- Metaphycus Mercet, 1917
- Metapsyllaephagus Myartseva, 1980
- Microterys Thomson, 1876
- Moorella Cameron, 1913
- Mozartella Girault, 1926
- Mucrencyrtus Noyes, 1980
- Muluencyrtus Noyes & Hayat, 1984
- Myartsevaia Noyes, 2010
- Narendranella Hayat, 2018
- Nassauia Girault, 1932
- Nathismusia Noyes & Hayat, 1984
- Neabrolepoideus Girault, 1917
- Neapsilophrys Noyes, 1980
- Neastymachus Girault, 1915
- Neblatticida Girault, 1915
- Neoanabrolepis Sugonjaev, 2012
- Neocladella Girault, 1915
- Neocladia Perkins, 1906
- Neococcidencyrtus Compere, 1928
- Neocyrtus Trjapitzin, 1985
- Neperpolia Hayat, 2003
- Nerissa Trjapitzin, 1977
- Neruandella Trjapitzin, 2004
- Nezarhopalus Girault, 1915
- Noyesencyrtus Singh, 2014
- Noyesia Hayat, 2018
- Oesol Noyes & Woolley, 1994
- Olypusa Noyes & Hayat, 1984
- Oobius Trjapitzin, 1963
- Ooencyrtus Ashmead, 1900
- Orianos Noyes, 1990
- Oriencyrtus Sugonjaev & Trjapitzin, 1974
- Ovaloencyrtus Noyes & Hayat, 1984
- Ovidoencyrtus Girault, 1924
- Paksimmondsius Ahmad & Ghani, 1974
- Papaka Noyes, 1980
- Papuna Noyes & Hayat, 1984
- Parablastothrix Mercet, 1917
- Parablatticida Girault, 1915
- Parachalcerinys Girault, 1925
- Paraenasomyia Girault, 1915
- Paramucrona Noyes, 1980
- Paraphaenodiscus Girault, 1915
- Paraphycus Girault, 1915
- Parasauleia Hoffer, 1968
- Parastenoterys Girault, 1915
- Paratetracnemoidea Girault, 1915
- Paratetralophidea Girault, 1915
- Parectromoides Girault, 1915
- Parencyrtomyia Girault, 1915
- Parencyrtus Ashmead, 1900
- Pareupelmus Kryger, 1951
- Pareusemion Ishii, 1925
- Pasulinia Noyes & Hayat, 1984
- Pawenus Noyes & Woolley, 1994
- Pentacladocerus Erdos, 1963
- Pentelicus Howard, 1895
- Perpolia Noyes & Woolley, 1994
- Phauloencyrtus Girault, 1940
- Pistulina Hoffer, 1976
- Plagiomerus Crawford, 1910
- Platencyrtus Ferriere, 1955
- Platomalotylus Noyes, 2010
- Prionomastix Mayr, 1876
- Prionomitoides Girault, 1915
- Prionomitus Mayr, 1876
- Prochiloneurus Silvestri, 1915
- Profundiscrobis Zhang & Huang, 2001
- Proleuroceroides Shafee, Alam & Agarwal, 1975
- Proleurocerus Ferriere, 1935
- Protocopidosoma Simutnik & Perkovsky, 2017
- Protyndarichoides Noyes, 1980
- Pseudectroma Girault, 1915
- Pseudencyrtoides Gordh & Trjapitzin, 1975
- Pseudencyrtus Ashmead, 1900
- Pseudhomalopoda Girault, 1915
- Pseudococcobius Timberlake, 1916
- Pseudorhopus Timberlake, 1926
- Psilophryoidea Compere, 1928
- Psilophrys Mayr, 1876
- Psyllaephagus Ashmead, 1900
- Psyllaphycus Hayat, 1972
- Psyllechthrus Ghesquiere, 1958
- Pulexencyrtus Noyes & Woolley, 1994
- Quadrencyrtus Hoffer, 1952
- Raffaellia Girault, 1922
- Rhopalencyrtoidea Girault, 1915
- Rhytidothorax Ashmead, 1900
- Rovnosoma Simutnik, 2015
- Ruandella Risbec, 1957
- Ruskiniana Girault, 1923
- Saera Noyes & Woolley, 1994
- Sanghalia Risbec, 1955
- Saprencyrtus Noyes & Hayat, 1984
- Sarisencyrtus Noyes & Woolley, 1994
- Satureia Noyes & Woolley, 1994
- Saucrencyrtus Hayat & Singh, 2002
- Sauleia Sugonjaev, 1964
- Scotteus Masi, 1917
- Sectiliclava Hoffer, 1957
- Semen Hoffer, 1954
- Sharqencyrtus Hayat & Kazmi, 2011
- Shenahetia Noyes, 1980
- Skaro Noyes, 2010
- Solenaphycus De Santis, 1972
- Solenoencyrtus De Santis, 1964
- Spaniopterus Gahan, 1927
- Stemmatosteres Timberlake, 1918
- Stenoteropsis Girault, 1915
- Submicroterys Xu, 2004
- Subprionomitus Mercet, 1921
- Sulia Simutnik, 2015
- Syrphophagus Ashmead, 1900
- Tachardiaephagus Ashmead, 1904
- Tachardiobius Timberlake, 1926
- Tachinaephagus Ashmead, 1904
- Tahaella Hayat & Zeya, 2017
- Tanyencyrtus De Santis, 1972
- Tassonia Girault, 1921
- Teleterebratus Compere & Zinna, 1955
- Tetarticlava Noyes, 1980
- Tethencyrtus Noyes, 2010
- Tetracyclos Kryger, 1942
- Thomsonisca Ghesquiere, 1946
- Tineophoctonus Ashmead, 1900
- Tonkinencyrtus Sugonjaev, 2002
- Trechnites Thomson, 1876
- Tremblaya Trjapitzin, 1985
- Trichomasthus Thomson, 1876
- Trigonogaster Guerin-Meneville, 1844
- Trjapitzinellus Viggiani, 1967
- Tyndarichus Howard, 1910
- Tyndaricopsis Gordh & Trjapitzin, 1981
- Vietmachus Sugonjaev, 1995
- Viggianiola Trjapitzin, 1982
- Vivamexico Koçak & Kamal, 2008
- Whittieria Girault, 1938
- Xenoencyrtus Riek, 1962
- Xenostryxis Girault, 1920
- Xerencyrtus Trjapitzin, 1972
- Xylencyrtus Annecke, 1968
- Zaomma Ashmead, 1900
- Zaommoencyrtus Girault, 1916
- Zarhopaloides Girault, 1915
- Zdenekiella Guerrieri & Noyes, 2005
- Zelaphycus Noyes, 1988
- Zelencyrtus Noyes, 1988
- Zooencyrtus Girault, 1915
- Zozoros Noyes & Hayat, 1984

## Auswahl an Arten
- Ixodiphagus hookeri
- Microterys zakeri
- Paraphaenodiscus monawari